# Piotr Walczak (urzędnik)
Piotr Walczak (ur. 27 stycznia 1972 w Łodzi) – polski funkcjonariusz Służby Celnej, później Służby Celno-Skarbowej, oraz urzędnik państwowy, w 2017 zastępca szefa Służby Celnej, w latach 2017–2019 podsekretarz stanu w Ministerstwie Finansów i zastępca szefa Krajowej Administracji Skarbowej, następnie do 2020 sekretarz stanu w tym resorcie i szef Krajowej Administracji Skarbowej.

## Życiorys
Absolwent historii na Wydziale Filozoficzno-Historycznym Uniwersytetu Łódzkiego i studiów podyplomowych na Uniwersytecie Łódzkim z zakresu rachunkowości i zarządzania finansowego oraz problematyki przestępczości.
Od 1997 funkcjonariusz Służby Celnej. Został młodszym inspektorem Służby Celno-Skarbowej. Doszedł w niej do stanowisk kierowniczych: pełniącego obowiązki (2007), pierwszego wicedyrektora ds. kontroli i zwalczania przestępczości (do 2012) oraz dyrektora Izby Celnej w Łodzi (2015–2017). Od 2012 do 2014 zatrudniony w Ministerstwie Finansów, następnie od 2014 do 2017 kierował Izbą Celną w Kielcach. Uczestniczył wówczas w misji UNDP i UE w Mołdawii i na Ukrainie, gdzie odpowiadał za budowę mobilnych Grup Mołdawskiej Służby Celnej.
W 2017 został wiceszefem Służby Celnej oraz koordynatorem ds. utworzenia Departamentu Zwalczania Przestępczości Ekonomicznej w Ministerstwie Finansów. W związku z likwidacją SC i utworzeniem Krajowej Administracji Skarbowej z dniem 1 marca 2017 przeszedł na stanowisko zastępcy szefa KAS i jednocześnie podsekretarza stanu w Ministerstwie Finansów. 11 maja 2018 mianowany na stopień nadinspektora Służby Celno-Skarbowej. 12 czerwca 2019 powołany na stanowiska sekretarza stanu w Minierstwie Finansów oraz szefa Krajowej Administracji Skarbowej. 2 marca 2020 odszedł z pełnionych funkcji. W późniejszym czasie został pełniącym obowiązki dyrektora Delegatury Najwyższej Izby Kontroli w Łodzi.

## Odznaczenia
- Brązowa Odznaka „Zasłużony dla Służby Celnej”[3]
- Srebrny Medal za Zasługi dla Policji[3]
- Medal Stulecia Utworzenia Policji Państwowej (2019)[7]
- Odznaka honorowa „Za Zasługi dla Finansów Publicznych Rzeczypospolitej Polskiej” (2022)[8]
- Medal za Zasługi dla NwOSG[3]

## Życie prywatne
Jest żonaty, ma dwoje dzieci.